# Stefan Edberg
Jan Stefan Edberg, född 19 januari 1966 i Västervik, är en svensk tidigare professionell tennisspelare som åren 1990–1992 rankades som världsetta i singel under sammanlagt 72 veckor.    
1983 vann Edberg som den förste genom tiderna en äkta "Junior-Grand Slam" i singel – seger i juniorsingeln i alla fyra GS-turneringar under samma år. Som senior vann han sedan under åren 1985–1996 totalt nio Grand Slam-titlar, sex i singel och tre i dubbel. Dessutom vann han 41 singel- och 18 dubbeltitlar i ATP-turneringar under sin karriär.  
Edberg var världsetta i dubbel under en period 1986 och hedrades år 1987 tillsammans med Anders Järryd med utmärkelsen "The ATP doubles team of the year". 
Edberg, som tillhörde världens tio bästa spelare 1985-1994 och var bland de fem bästa nio år i rad (1985–1993),  upptogs i Swedish Tennis Hall of Fame 2003 och i International Tennis Hall of Fame 2004.

## Tenniskarriären

### 1980-talet
Edberg blev professionell spelare 1983 vid 17 års ålder. Han var sin första ATP-final 1983 (dubbeln i Basel) och sin första singeltitel 1984 (Milano). 1985 nådde han första gången final i Grand Slam-turneringen Australiska öppna. Det blev ett helsvenskt möte mellan Edberg och Mats Wilander, som Edberg vann i tre raka set. Han nådde finalen i samma turnering också 1987. Detta var sista gången turneringen spelades på gräs. Edberg vann den mycket jämna matchen mot hemmaspelaren Pat Cash över fem set. Han följde upp med seger i herrdubbeln tillsammans med Anders Järryd. I september vann de två också dubbeltiteln i US Open. Edberg vann Stockholm Open 1986 och 1987. 1985 var han i final i Swedish Open, som han dock förlorade mot Wilander.
1988 var ur svensk synvinkel ett historiskt framgångsrikt tennisår. Mats Wilander vann tre singeltitlar i GS-turneringar (Australiska öppna, Franska öppna och US Open). På sommaren spelade Edberg den första av tre raka singelfinaler i Wimbledonmästerskapen. Han mötte där den västtyske spelaren Boris Becker som han besegrade över fyra set, efter att ha förlorat det första. Matchen kom att spelas över tre dagar på grund av att det ymniga regnande framtvingade speluppehåll. Samma år erövrade Edberg två olympiska bronsmedaljer i Seoul, den ena i singel och den andra i dubbeln med Anders Järryd.
Året därpå, 1989, spelade Edberg två Grand Slam-finaler. Den första var i Franska öppna på grusbanorna på Roland Garros-stadion. Trots en lysande insats från Edbergs sida, hans spel var mindre lämpat för det långsamma underlaget, förlorade han mot den 17-årige amerikanen Michael Chang över fem set. Chang tog därmed sin enda GS-titel. Senare på sommaren nådde Edberg finalen i Wimbledonmästerskapen igen och mötte för andra gången Boris Becker. Edberg, som var något sliten och uppträdde missmodigt, förlorade i tre taka set mot Becker, som spelade en ypperlig tennis med perfekta passerslag från bakplan.

### 1990-talet
I Australiska öppna i januari 1990 nådde Edberg finalen, som han dock förlorade mot tjecken Ivan Lendl. Edberg blev tvungen att ge upp i det tredje setet på grund av en skada i en magmuskel han tidigare ådragit sig i semifinalen mot Mats Wilander.  
I de påföljande Wimbledonmästerskapen på sommaren 1990 fick Edberg revansch på Ivan Lendl, som han slog ut i semifinalen. Detta innebar att rivalerna Edberg och Becker åter möttes i finalen, som kom att avgöras i en drygt tre timmar lång och mycket märklig match. Edberg inledde matchen med förödande effektiv attacktennis och spelade ut tysken. Han tog ledningen med 2–0 i set. Därefter vände matchen, Beckers effektiva servar och vinklade grundslag gav utdelning. Becker utjämnade matchen till 2–2 i set och han tog dessutom ledningen med 3–1 i det femte setet efter ett grovt dubbelfel vid serven av Edberg. I ett läge där ingen kunde tro annat än att Becker nu skulle ta hem titeln, vände matchen dramatiskt. Becker inledde det följande servegamet med ett dubbelfel, varvid Edberg plötsligt "hittade" sitt eget spel igen. Han bröt enkelt Beckers serve och fortsatte att spela ut Becker i de följande gamen. Han vann sammanlagt 21 bollar mot elva för Becker fram till seger med 6–4 i avgörande set. Edberg hade därmed vunnit sin andra singeltitel i Wimbledon.
Stefan Edberg rankades första gången som världsetta i augusti 1990. Under det året vann han totalt 7 ATP-titlar. Han var i mycket god form även under 1991. Han vann då 6 singeltitlar. Han förlorade visserligen sin semifinalmatch i Wimbledon mot den blivande mästaren Michael Stich, men vann i utklassningsstil US Open över amerikanen Jim Courier. Sin sista GS-titel i singel tog han 1992 i US Open, där han besegrade Pete Sampras. Det anmärkningsvärda med titelförsvaret var att Edberg kom tillbaka från breakunderläge i femte set i såväl fjärde omgången, kvartsfinal som semifinal. 
Edbergs sista Grand slam-final spelade han året därpå 1993 i Australien Open då han åter besegrades av Jim Courier efter 3–1 i set. Under 1993 och 1994 var Edberg en given topp-fem spelare och tog hem ett flertal titlar. Efter en fin start på 1995 med seger i Doha och avancemang till åttondelsfinalen i Australiska mästerskapen samt semifinal i både Scottdale och Indian Wells började han tappa motivation och spel vilket gjorde att han dalade på rankingen och avslutade året på en 23:e plats. Han offentliggjorde vid en presskonferens att 1996 skulle bli hans sista år på ATP-touren. Han bekräftade även att han avstod Olympiska spelen till förmån för Mikael Tillström som tog hans plats. 1996 vann han herrdubbeltiteln i Australiska öppna tillsammans med tjecken Petr Korda. Edberg är med matchkvoten 178–47 den svensk som vunnit flest Grand Slam-matcher i herrsingel, före Wilander 144–37, Borg 141–16 och Björkman 87–58.
Stefan Edberg tog ett känslofyllt farväl till ATP-tävlandet i Stockholm Open 1996 i Kungliga Tennishallen.

### Davis Cup-spelaren Edberg
Stefan Edberg deltog i det svenska Davis Cup laget 1984-1996. Han spelade totalt 70 matcher och vann 47 av dessa (varav 33 i singel). I singelmatcherna besegrade han spelare som Miloslav Mecir, Henri Leconte och Pete Sampras. Under det första året, 1984, spelade han bara dubbel tillsammans med Anders Järryd. Samma år nådde det svenska laget världsfinalen, som spelades i Göteborg mot USA. Edberg/Järryd besegrade det amerikanska dubbelparet, Wimbledonsegrarna John McEnroe/Peter Fleming, med siffrorna 7–5, 5–7, 6–2, 7–5. Första dagen hade Mats Wilander besegrat Jimmy Connors och Henrik Sundström i sin singelmatch John McEnroe. Det svenska laget hade med dessa tre vinster säkrat 1984 års titel. Året därpå, 1985, vann Sverige Davis Cup igen, nu med Västtyskland som finalmotståndare. Edberg förlorade på fredagen mot Boris Becker, men vann på söndagen mot Michael Westphal. Det svenska laget mötte Västtyskland även i finalerna 1988 och 1989, vilka Sverige förlorade, och vid båda tillfällena besegrades Edberg av Boris Becker. 
1994 vann Sverige världsfinalen över Ryssland. Edberg besegrade Aleksandr Volkov, men förlorade mot Jevgenij Kafelnikov. I finalen vann dock Magnus Larsson sina två singlar.

### OS- och övriga lagmeriter
Edberg vann OS-titeln i Los Angeles (uppvisningsturnering) 1984 och deltog i Sveriges segrande lag i World Team Cup 1988, 1991 och 1995.

### Efter spelarkarriären
Efter tenniskarriären spelade Edberg squash på svensk elitnivå för Växjö Squashklubb. Bland annat bidrog hans insatser till att klubben tog sig till SM-slutspel 2008.
Han förvaltar även den förmögenhet han samlade på sig under sin tenniskarriär. I december 2013 meddelades att han skulle bli en av Roger Federers tränare under minst tio veckors tid. Tränarrollen förlängdes dock, och inför 2015 års tennissäsong var Edberg fortfarande en av Federers tränare. Den 8 december 2015 meddelades dock att Federer och Edberg bröt samarbetet.

## Spelaren och personen
Stefan Edberg spelade en utpräglad attacktennis och betraktas som en av de absolut främsta serve-volleyspelarna någonsin. Han hade en mycket effektiv serve som han rutinmässigt följde upp vid nät. Han spelade där med stor smidighet och mjukhet i rörelserna volley eller halvvolley. Grundslagen var aldrig särskilt hårda, men slagna med stor precision och liten felprocent, särskilt på backhandsidan, medan forehanden var något sämre. Hans spel passade bäst för snabba underlag inklusive gräs, men sämre på långsammare underlag som grus. Få spelare på ATP-touren blev lika respekterade för sin professionalism och sportsmannaskap över hela världen som Stefan Edberg.
Edberg gifte sig i april 1992, och har med makan Annette (tidigare Olsen) två barn födda 1993 och 1997. Familjen var under karriären bosatt i Kensington, London, men 2000 flyttade familjen tillbaka till Sverige. De är nu bosatta i Grimslöv utanför Växjö. 
Hans föräldrar var Bengt och Barbro Edberg.

## Priser och utmärkelser
- 1985 – H.M. Konungens medalj, 8:e storleken i högblått band
- Han fick vid fem tillfällen – 1988–90, 1992 och 1995 – utmärkelsen ATP Sportsmanship Award. Vid Edbergs pensionering 1996 uppkallade ATP hela priset efter honom, som The Stefan Edberg Sportsmanship Award.[16]
- Svenska Dagbladets guldmedalj för årets främsta svenska idrottsbragd 1990.[17]
- Fair Play-priset 1992[18]

## Grand Slam-titlar

### Segrar (6)
År Mästerskap Finalmotståndare Setsiffror
- 1985     Australiska öppna Mats Wilander              6-4, 6-3, 6-3
- 1987     Australiska öppna       Pat Cash                   6-3, 6-4, 3-6, 5-7, 6-3
- 1988     Wimbledon Boris Becker               4-6, 7-6, 6-4, 6-2
- 1990     Wimbledon Boris Becker               6-2, 6-2, 3-6, 3-6, 6-4
- 1991     US Open Jim Courier                6-2, 6-4, 6-0
- 1992     US Open                 Pete Sampras               3-6, 6-4, 7-6, 6-2

### Finalförluster (5)
År Mästerskap Finalmotståndare Setsiffror
- 1989     Franska öppna Michael Chang              6-1, 3-6, 4-6, 6-4, 6-2
- 1989     Wimbledon Boris Becker               6-0, 7-6, 6-4
- 1990     Australiska öppna       Ivan Lendl                 4-6, 7-6, 5-2 (uppgivet)
- 1992     Australiska öppna Jim Courier                6-3, 3-6, 6-4, 6-2
- 1993     Australiska öppna Jim Courier                6-2, 6-1, 2-6, 7-5

### Grand Slam-titlar i dubbel
- Australiska öppna: 1987, 1996
- US Open: 1987

## Alla finaler

### Singelfinaler (78)

#### Vinster (41)
| Legend                 |
| Grand Slam (6)         |
| Tennis Masters Cup (1) |
| ATP Masters Series (4) |
| Grand Prix (30)        |

| Antal vinster på olika underlag |
| Hardcourt (22)                  |
| Gräs (5)                        |
| Grus (3)                        |
| Matta (11)                      |

| Nr  | Datum             | Turnering                    | Underlag      | Motståndare i finalen | Resultat                |
| 1.  | 25 mars 1984      | Milano, Italien              | Matta         | Mats Wilander         | 6–4, 6–2                |
| 2.  | 4 februari 1985   | Memphis, USA                 | Matta         | Yannick Noah          | 6–1, 6–0                |
| 3.  | 30 september 1985 | San Francisco, USA           | Matta         | Johan Kriek           | 6–4, 6–2                |
| 4.  | 21 oktober 1985   | Basel, Schweiz               | Hardcourt (i) | Yannick Noah          | 6–7, 6–4, 7–6, 6–1      |
| 5.  | 9 december 1985   | Australiska öppna, Melbourne | Gräs          | Mats Wilander         | 6–4, 6–3, 6–3           |
| 6.  | 14 juli 1986      | Gstaad, Schweiz              | Grus          | Roland Stadler        | 7–5, 4–6, 6–1, 4–6, 6–2 |
| 7.  | 20 oktober 1986   | Basel, Schweiz               | Hardcourt (i) | Yannick Noah          | 7–6, 6–2, 6–7, 7–6      |
| 8.  | 10 november 1986  | Stockholm, Sverige           | Hardcourt (i) | Mats Wilander         | 6–2, 6–1, 6–1           |
| 9.  | 26 januari 1987   | Australian Open, Melbourne   | Gräs          | Pat Cash              | 6–3, 6–4, 3–6, 5–7, 6–3 |
| 10. | 16 februari 1987  | Memphis, USA                 | Hardcourt (i) | Jimmy Connors         | 6–3, 2–1, uppgivet      |
| 11. | 23 mars 1987      | Rotterdam, Nederländerna     | Matta         | John McEnroe          | 3–6, 6–3, 6–1           |
| 12. | 20 april 1987     | Tokyo Outdoor, Japan         | Hardcourt     | David Pate            | 7–6, 6–4                |
| 13. | 24 augusti 1987   | Cincinnati, USA              | Hardcourt     | Boris Becker          | 6–4, 6–1                |
| 14. | 26 oktober 1987   | Tokyo Indoor, Japan          | Matta         | Ivan Lendl            | 6–7, 6–4, 6–4           |
| 15. | 9 november 1987   | Stockholm, Sverige           | Hardcourt (i) | Jonas Svensson        | 7–5, 6–2, 4–6, 6–4      |
| 16. | 15 februari 1988  | Rotterdam, Nederländerna     | Matta         | Miloslav Mečíř        | 7–6, 6–2                |
| 17. | 4 juli 1988       | Wimbledon, London            | Gräs          | Boris Becker          | 4–6, 7–6, 6–4, 6–2      |
| 18. | 10 oktober 1988   | Basel, Schweiz               | Hardcourt (i) | Jakob Hlasek          | 7–5, 6–3, 3–6, 6–2      |
| 19. | 24 april 1989     | Tokyo Outdoor, Japan         | Hardcourt     | Ivan Lendl            | 6–3, 2–6, 6–4           |
| 20. | 4 december 1989   | Masters, New York            | Matta         | Boris Becker          | 4–6, 7–6, 6–3, 6–1      |
| 21. | 12 mars 1990      | Indian Wells, USA            | Hardcourt     | Andre Agassi          | 6–4, 5–7, 7–6, 7–6      |
| 22. | 16 april 1990     | Tokyo Outdoor, Japan         | Hardcourt     | Aaron Krickstein      | 6–4, 7–5                |
| 23. | 9 juli 1990       | Wimbledon, London            | Gräs          | Boris Becker          | 6–2, 6–2, 3–6, 3–6, 6–4 |
| 24. | 6 augusti 1990    | Los Angeles, USA             | Hardcourt     | Michael Chang         | 7–6, 2–6, 7–6           |
| 25. | 13 augusti 1990   | Cincinnati, USA              | Hardcourt     | Brad Gilbert          | 6–1, 6–1                |
| 26. | 27 augusti 1990   | Long Island, USA             | Hardcourt     | Goran Ivanišević      | 7–6, 6–3                |
| 27. | 5 november 1990   | Paris Indoor, Frankrike      | Matta         | Boris Becker          | 3–3, uppgivet           |
| 28. | 25 februari 1991  | Stuttgart Indoor, Tyskland   | Matta         | Jonas Svensson        | 6–2, 3–6, 7–5, 6–2      |
| 29. | 15 april 1991     | Tokyo Outdoor, Japan         | Hardcourt     | Ivan Lendl            | 6–1, 7–5, 6–0           |
| 30. | 17 juni 1991      | Queen's Club, London         | Gräs          | David Wheaton         | 6–2, 6–3                |
| 31. | 9 september 1991  | US Open, New York            | Hardcourt     | Jim Courier           | 6–2, 6–4, 6–0           |
| 32. | 7 oktober 1991    | Sydney Indoor, Australien    | Hardcourt (i) | Brad Gilbert          | 6–2, 6–2, 6–2           |
| 33. | 14 oktober 1991   | Tokyo Indoor, Japan          | Matta         | Derrick Rostagno      | 6–3, 1–6, 6–2           |
| 34. | 11 maj 1992       | Hamburg, Tyskland            | Grus          | Michael Stich         | 5–7, 6–4, 6–1           |
| 35. | 24 augusti 1992   | New Haven, USA               | Hardcourt     | MaliVai Washington    | 7–6, 6–1                |
| 36. | 14 september 1992 | US Open, New York            | Hardcourt     | Pete Sampras          | 3–6, 6–4, 7–6, 6–2      |
| 37. | 6 augusti 1993    | Madrid, Spanien              | Grus          | Sergi Bruguera        | 6–3, 6–3, 6–2           |
| 38. | 10 januari 1994   | Doha, Qatar                  | Hardcourt     | Paul Haarhuis         | 6–3, 6–2                |
| 39. | 21 februari 1994  | Stuttgart Indoor, Tyskland   | Matta         | Goran Ivanišević      | 4–6, 6–4, 6–2, 6–2      |
| 40. | 25 juli 1994      | Washington, USA              | Hardcourt     | Jason Stoltenberg     | 6–4, 6–2                |
| 41. | 9 januari 1995    | Doha, Qatar                  | Hardcourt     | Magnus Larsson        | 7–6, 6–1                |

#### Finalförluster (36)
| Nr  | Datum             | Turnering                       | Underlag      | Motståndare i finalen | Resultat                |
| 1.  | 22 juli 1985      | Båstad, Sverige                 | Grus          | Mats Wilander         | 6–1, 6–0                |
| 2.  | 23 september 1985 | Los Angeles, USA                | Hardcourt     | Paul Annacone         | 7–6, 6–7, 7–6           |
| 3.  | 9 februari 1986   | Memphis, USA                    | Matta         | Brad Gilbert          | 7–5, 7–6                |
| 4.  | 18 augusti 1986   | Toronto, Canada                 | Hardcourt     | Boris Becker          | 6–4, 3–6, 6–3           |
| 5.  | 22 september 1986 | Los Angeles, USA                | Hardcourt     | John McEnroe          | 6–2, 6–3                |
| 6.  | 27 oktober 1986   | Tokyo Indoor, Japan             | Matta         | Boris Becker          | 7–6, 6–1                |
| 7.  | 23 februari 1987  | Indian Wells, USA               | Hardcourt     | Boris Becker          | 6–4, 6–4, 7–5           |
| 8.  | 3 augusti 1987    | Båstad, Sverige                 | Grus          | Joakim Nyström        | 4–6, 6–0, 6–3           |
| 9.  | 17 augusti 1987   | Montréal, Canada                | Hardcourt     | Ivan Lendl            | 6–4, 7–6                |
| 10. | 28 september 1987 | Los Angeles, USA                | Hardcourt     | David Pate            | 6–4, 6–4                |
| 11. | 10 april 1988     | Dallas WCT, USA                 | Matta         | Boris Becker          | 6–4, 1–6, 7–5, 6–2      |
| 12. | 18 april 1988     | Tokyo Outdoor, Japan            | Hardcourt     | John McEnroe          | 6–2, 6–2                |
| 13. | 13 juni 1988      | Queen's Club, London            | Gräs          | Boris Becker          | 6–1, 3–6, 6–3           |
| 14. | 22 augusti 1988   | Cincinnati, USA                 | Hardcourt     | Mats Wilander         | 3–6, 7–6, 7–6           |
| 15. | 13 mars 1989      | Scottsdale, USA                 | Hardcourt     | Ivan Lendl            | 6–2, 6–3                |
| 16. | 12 juni 1989      | Franska öppna, Paris            | Grus          | Michael Chang         | 6–1, 3–6, 4–6, 6–4, 6–2 |
| 17. | 10 juli 1989      | Wimbledon, London               | Gräs          | Boris Becker          | 6–0, 7–6, 6–4           |
| 18. | 21 augusti 1989   | Cincinnati, USA                 | Hardcourt     | Brad Gilbert          | 6–4, 2–6, 7–6           |
| 19. | 9 oktober 1989    | Basel, Schweiz                  | Hardcourt (i) | Jim Courier           | 7–6, 3–6, 2–6, 6–0, 7–5 |
| 20. | 6 november 1989   | Paris Indoor, Frankrike         | Matta         | Boris Becker          | 6–4, 6–3, 6–3           |
| 21. | 29 januari 1990   | Australiska öppna, Melbourne    | Hardcourt     | Ivan Lendl            | 4–6, 7–6, 5–2, retired  |
| 22. | 26 mars 1990      | Key Biscayne, USA               | Hardcourt     | Andre Agassi          | 6–1, 6–4, 0–6, 6–2      |
| 23. | 8 oktober 1990    | Sydney Indoor, Australien       | Hardcourt (i) | Boris Becker          | 7–6, 6–4, 6–4           |
| 24. | 29 oktober 1990   | Stockholm, Sverige              | Matta         | Boris Becker          | 6–4, 6–0, 6–3           |
| 25. | 19 november 1990  | Singles Championship, Frankfurt | Matta         | Andre Agassi          | 5–7, 7–6, 7–5, 6–2      |
| 26. | 26 augusti 1991   | Long Island, USA                | Hardcourt     | Ivan Lendl            | 6–3, 6–2                |
| 27. | 28 oktober 1991   | Stockholm, Sverige              | Matta         | Boris Becker          | 3–6, 6–4, 1–6, 6–2, 6–2 |
| 28. | 27 januari 1992   | Australiska öppna, Melbourne    | Hardcourt     | Jim Courier           | 6–3, 3–6, 6–4, 6–2      |
| 29. | 24 februari 1992  | Stuttgart Indoor, Tyskland      | Matta         | Goran Ivanišević      | 6–7, 6–3, 6–4, 6–4      |
| 30. | 12 oktober 1992   | Sydney Indoor, Australien       | Hardcourt (i) | Goran Ivanišević      | 6–4, 6–2, 6–4           |
| 31. | 1 februari 1993   | Australian Open, Melbourne      | Hardcourt     | Jim Courier           | 6–2, 6–1, 2–6, 7–5      |
| 32. | 16 augusti 1993   | Cincinnati, USA                 | Hardcourt     | Michael Chang         | 7–5, 0–6, 6–4           |
| 33. | 4 oktober 1993    | Basel, Schweiz                  | Hardcourt (i) | Michael Stich         | 6–4, 6–7, 6–3, 6–2      |
| 34. | 15 augusti 1994   | Cincinnati, USA                 | Hardcourt     | Michael Chang         | 6–2, 7–5                |
| 35. | 24 juli 1995      | Washington, USA                 | Hardcourt     | Andre Agassi          | 6–4, 2–6, 7–5           |
| 36. | 17 juni 1996      | Queen's Club, London            | Gräs          | Boris Becker          | 6–4, 7–6                |

### Dubbelfinaler (29)

#### Vinster (18)
| Nr  | Datum | Turnering                  | Underlag      | Partner              | Motståndare i finalen          | Resultat                |
| 1.  | 1984  | Hamburg, Tyskland          | Grus          | Anders Järryd        | Heinz Günthardt Balázs Taróczy | 6–3, 6–1                |
| 2.  | 1985  | Bryssel, Belgien           | Matta         | Anders Järryd        | Kevin Curren Wojtek Fibak      | 6–3, 7–6                |
| 3.  | 1985  | Båstad, Sverige            | Grus          | Anders Järryd        | Sergio Casal Emilio Sánchez    | 6–0, 7–6                |
| 4.  | 1985  | Cincinnati, USA            | Hardcourt     | Anders Järryd        | Joakim Nyström Mats Wilander   | 4–6, 6–2, 6–3           |
| 5.  | 1985  | Masters, New York          | Matta         | Anders Järryd        | Joakim Nyström Mats Wilander   | 6–1, 7–6                |
| 6.  | 1986  | Rotterdam, Nederländerna   | Matta         | Slobodan Živojinović | Wojtek Fibak Matt Mitchell     | 2–6, 6–3, 6–2           |
| 7.  | 1986  | Los Angeles, USA           | Hardcourt     | Anders Järryd        | Peter Fleming John McEnroe     | 3–6, 7–5, 7–6           |
| 8.  | 1986  | Masters Doubles, London    | Matta         | Anders Järryd        | Guy Forget Yannick Noah        | 6–3, 7–6, 6–3           |
| 9.  | 1987  | Australian Open, Melbourne | Gräs          | Anders Järryd        | Peter Doohan Laurie Warder     | 6–4, 6–4, 7–6           |
| 10. | 1987  | Rotterdam, Nederländerna   | Matta         | Anders Järryd        | Chip Hooper Mike Leach         | 3–6, 6–3, 6–4           |
| 11. | 1987  | Båstad, Sverige            | Grus          | Anders Järryd        | Emilio Sánchez Javier Sánchez  | 7–6, 6–3                |
| 12. | 1987  | Montréal, Canada           | Hardcourt     | Pat Cash             | Peter Doohan Laurie Warder     | 6–7, 6–3, 6–4           |
| 13. | 1987  | US Open, New York          | Hardcourt     | Anders Järryd        | Ken Flach Robert Seguso        | 7–6, 6–2, 4–6, 5–7, 7–6 |
| 14. | 1987  | Stockholm, Sverige         | Hardcourt (i) | Anders Järryd        | Jim Grabb Jim Pugh             | 6–3, 6–4                |
| 15. | 1991  | Tokyo Outdoor, Japan       | Hardcourt     | Todd Woodbridge      | John Fitzgerald Anders Järryd  | 6–4, 5–7, 6–4           |
| 16. | 1993  | Monte Carlo, Monaco        | Grus          | Petr Korda           | Paul Haarhuis Mark Koevermans  | 3–6, 6–2, 7–6           |
| 17. | 1995  | Doha, Qatar                | Hardcourt     | Magnus Larsson       | Andrej Olhovskij Jan Siemerink | 7–6, 6–2                |
| 18. | 1996  | Australian Open, Melbourne | Hardcourt     | Petr Korda           | Sébastien Lareau Alex O'Brien  | 7–5, 7–5, 4–6, 6–1      |

#### Finalförluster (11)
| Nr  | Datum | Turnering                | Underlag      | Partner           | Motståndare i finalen           | Resultat                  |
| 1.  | 1983  | Basel, Schweiz           | Hardcourt (i) | Florin Segărceanu | Pavel Složil Tomáš Šmíd         | 6–1, 3–6, 7–6             |
| 2.  | 1984  | US Open, New York        | Hardcourt     | Anders Järryd     | John Fitzgerald Tomáš Šmíd      | 7–6, 6–3, 6–3             |
| 3.  | 1984  | Basel, Schweiz           | Hardcourt (i) | Tim Wilkison      | Pavel Složil Tomáš Šmíd         | 7–6, 6–2                  |
| 4.  | 1985  | Montréal, Canada         | Hardcourt     | Anders Järryd     | Ken Flach Robert Seguso         | 5–7, 7–6, 6–3             |
| 5.  | 1986  | Philadelphia, USA        | Matta         | Anders Järryd     | Scott Davis David Pate          | 7–6, 3–6, 6–3, 7–5        |
| 6.  | 1986  | Boca West, USA           | Hardcourt     | Anders Järryd     | Brad Gilbert Vincent Van Patten | W/O                       |
| 7.  | 1986  | Franska öppna, Paris     | Grus          | Anders Järryd     | John Fitzgerald Tomáš Šmíd      | 3–6, 6–4, 3–6, 7–6, 14–12 |
| 8.  | 1986  | Gstaad, Schweiz          | Grus          | Joakim Nyström    | Sergio Casal Emilio Sánchez     | 6–3, 3–6, 6–3             |
| 9.  | 1988  | Båstad, Sverige          | Grus          | Nicklas Kroon     | Patrick Baur Udo Riglewski      | 6–7, 6–3, 7–6             |
| 10. | 1990  | Sydney Indoor, Australia | Hardcourt (i) | Ivan Lendl        | Broderick Dyke Peter Lundgren   | 6–2, 6–4                  |
| 11. | 1993  | Cincinnati, USA          | Hardcourt     | Henrik Holm       | Andre Agassi Petr Korda         | 7–6, 6–4                  |

## Uppvisningsturneringar

### Vinster
| Nr | Datum             | Turnering                           | Underlag  | Motståndare i finalen | Resultat |
|    | 16 september 1984 | Olympiska sommarspelen, Los Angeles | Hardcourt | Francisco Maciel      | 6–1, 7–6 |

### Finalförluster
| Nr | Datum           | Turnering                                  | Underlag  | Motståndare i finalen | Resultat      |
| 1. | 10 januari 1988 | Adelaide - Rio International, Australien   | Hardcourt | Pat Cash              | 7–6, 7–6      |
| 2. | 1 maj 1988      | Atlanta - AT&T Challenge of Champions, USA | Grus      | Ivan Lendl            | 2–6, 6–1, 6–3 |

## Övrigt
Under juniorturneringen av US Open 1983 blev linjemannen Richard Wertheim, 60, träffad av Edbergs serve i skrevet och föll så illa att han fick flera skallfrakturer, hjärtinfarkt och avled några dagar senare på sjukhus. Wertheims familj stämde efter incidenten Amerikanska tennisförbundet på 2,25 miljoner amerikanska dollar.